# Dušan Kováč
Dušan Kováč (Humenné, 3 gennaio 1942) è uno storico e scrittore slovacco, fratellastro del presidente della repubblica Michal Kováč, ex membro della presidenza dell'Accademia slovacca delle scienze.
Si dedica alla storia della Slovacchia del XIX e XX secolo.

## Biografia
È figlio di un impiegato. Ha frequentato le scuole elementari e superiori nella sua città natale. Dopo la maturità, studiò storia e russo alla facoltà di filosofia dell'Università Comenio di Bratislava. A partire dal 1964 è stato professore nelle scuole superiori di Partizánske (1959–1965) e di Bratislava (1966–1968).
Fra il 1968 e il 1981 ha lavorato al Dipartimento di storia dei paesi socialisti europei dell'Accademia slovacca delle scienze, dal 1981 al 1998 è passato al Dipartimento di Storia, diventando presidente del dipartimento dal 1990 al 1998. Successivamente è stato membro dell'ufficio di presidenza dell'Accademia slovacca delle scienze, prima come segretario scientifico (1998–2005), e in un successivo mandato come vicepresidente per le scienze sociali. Ha compiuto viaggi di studio all'estero: negli Stati Uniti d'America (1991), nel Regno Unito (1994) e due volte in Austria (1992 e 1996).
È membro delle seguenti istituzioni scientifiche: 
- Collegium Carolinum di Monaco di Baviera
- Royal Historical Society di Londra
- Accademia ungherese delle scienze[3]
- Accademia austriaca delle scienze[4]
- Comitato nazionale degli storici slovacchi (presidente)
- Collegio scientifico dell'Accademia slovacca delle scienze per le scienze culturali e storiche

## Onorificenze
Nel 2004 è stato insignito del premio Herder.

## Opere

### Storia
- Od dvojspolku k politike anšlusu: Nemecký imperializmus a Rakúsko do r. 1922 (1979)
- Ku kritike buržoáznych interpretácií dejín socialistických krajín ("Critica dell'interpretazione borghese della storia dei paesi socialisti")(curatore) (1982)
- Muži deklarácie ("Gli uomini della Dichiarazione") (Osveta Martin 1991)
- Slovensko v Rakúsko-Uhorsku ("La Slovacchia nell'Austria-Ungheria") (Mladé letá, Bratislava, 1995)
- Slováci. Česi. Dejiny ("Slovacchi, Cechi. Storia") (AEP, Bratislava, 1997)
- 20. storočie svetla, storočie temna ("Luci e ombre del XX secolo")  (Vydavateľstvo Q111, Bratislava, 2000)
- Nemecko a nemecká menšina na Slovensku 1871-1945 ("La Germania e la minoranza tedesca in Slovacchia 1871-1945") (Bratislava, 1991)
- Dejiny Slovenska ("Storia della Slovacchia") (Bratislava, Praha, 1998)
- Kronika Slovenska. Zv. 1. Od najstarších čias do konca 19. storočia. ("Cronaca della Slovacchia. Volume I: Dai tempi più remoti alla fine del XIX secolo") (curatore) (Fortuna Print & Adox Bratislava, 1998)
- Kronika Slovenska. Zv. 2. Slovensko v 20. storočí. ("Cronaca della Slovacchia. Volume II: La Slovacchia nel XX secolo") (curatore) (Fortuna Print & Adut, Bratislava, 1999)
- Dvadsať storočí na Slovensku. Eseje a kalendárium ("Dodici secoli in Slovacchia. Saggi e calendario") (Media Svatava, Bratislava, 1999)
- Slovensko v 20. storočí, 1. zväzok: Na začiatku storočia 1901-1914 ("La Slovacchia nel XX secolo. Volume I: L'inizio del secolo 1901-1914") (capo di un collettivo di autori) (Bratislava, 2004)

### Letteratura
A partire dal 1959 ha pubblicato poesie e prosa sul giornale Mladá tvorba, e successivamente anche sulla prestigiosa rivista letteraria Slovenské pohľady e su Nové slovo. Inoltre è autore di drammi radiofonici, racconti e saggi.

#### Teatro
- Biela prašná cesta ("Una strada bianca polverosa") (dramma radiofonico)
- Studňa (dramma radiofonico)
- Chlapské leto ("L'estate dei ragazzi") (dramma televisivo)
- Yetiho stopy ("Le orme dello yeti") (dramma televisivo)

#### Libri
- Prevteľovanie (raccolta di racconti, libro di esordio)
- Zväčšeniny (raccolta di poesie)
- Tajomstvá ("Segreti") (racconti per bambini)
- Prvý deň prázdnin ("Il primo giorno di vacanza")
- Deväť studničiek